# Dessertvin
Dessertvin är vin som passar till desserter. De är söta i smaken och ofta alkoholstarka. Vinerna med högst anseende tillverkas i Sauternes och Loiredalen i Frankrike, i Tyskland, Österrike och i Ungern (så kallade Tokajer).